# Tellervo makassara
Tellervo makassara är en fjärilsart som beskrevs av Martin 1910. Tellervo makassara ingår i släktet Tellervo och familjen praktfjärilar. Inga underarter finns listade i Catalogue of Life.